# Larry Levan
Pour les articles homonymes, voir Levan.
Larry Levan (né le 20 juillet 1954 et décédé le 8 novembre 1992) est un musicien américain. Il est célèbre pour sa carrière au Paradise Garage de New York.

## Biographie
Larry Levan est l'un des premiers DJ modernes, non plus simple juke-box humain mais musicien des platines à part entière ayant un style singulier, faisant « de la musique avec de la musique », durant des sessions (sets) qui pouvaient durer plusieurs heures (citation de Derrick May). À lui seul, il incarne ce club historique que fut le Paradise Garage et un genre musical qui portera le nom du club, le garage house.
Il est le maître à penser et à mixer de Frankie Knuckles, initiateur de la house à Chicago, et de bien d'autres figures majeures de la house et du garage à New York, comme François Kevorkian, les Masters at Work, Todd Terry, Junior Vasquez ou David Morales. Tous reconnaissent son héritage révolutionnaire. C'est en optant pour une musique à base d'instrumentaux et de dub qu'il va inventer ce qui est appelé le garage, qui reste cependant le plus vocal des genres électroniques.
À l'époque, dès 1979, c'est le premier DJ à programmer de longues plages de disco sans vocaux, souvent introduites par la version instrumentale de Bourgie Bourgie d'Ashford and Simpson, programmation qui va révolutionner la façon dont les maisons de disques new-yorkaises vont promouvoir leurs produits. Non seulement les EP possèdent désormais en face B des versions instrumentales, mais aussi, adaptés du reggae, des dubs, ces morceaux constitués de phrases musicales agrémentées d'écho. 
Plus qu'un DJ, Larry Levan devient une icône admirée et enviée, qui contrôle non sans une forme de despotisme éclairée, la direction musicale d'un Paradise Garage où l'on va autant pour danser que pour l'écouter.
Il décède à l'âge de 38 ans d'une crise cardiaque résultant d'une endocardite.